# Sauters
Sauters (mundartlich: uf Sutərs, Sautǝrs) ist ein Gemeindeteil der bayerisch-schwäbischen Großen Kreisstadt Lindau (Bodensee).

## Geografie
Der Weiler liegt circa sechs Kilometer nördlich der Lindauer Insel. Östlich verläuft die Gemeindegrenze zur Gemeinde Weißensberg.

## Ortsname
Der Ortsname stammt Familiennamen  Sauter  und bedeutet (Ansiedlung) des Sauter.

## Geschichte
Sauters wurde erstmals urkundlich im Jahr 1626 als Sauter mit vier Häusern erwähnt. Der Ort gehörte einst zum äußeren Gericht der Reichsstadt Lindau und später zur Gemeinde Oberreitnau, die 1971 in der Gemeinde Reitnau aufging, welche ihrerseits 1976 in die Stadt Lindau eingemeindet wurde. 1990 wurde das Walter Böckler-Haus als Mehrzweckgebäude des Landkreises Lindau eröffnet.